# Йона Агатоникийски
Йона е български духовник, агатоникийски епископ на Българската православна църква (1951 – 1959).

## Биография
Роден е на 29 март 1915 година в град Пловдив със светското име Иван Петков Проданов. Основно образование получава в родния си град. От 1928 година до 1934 година учи в Пловдивската духовна семинария. След завършването си, през лятото на 1934 година става послушник в Рилски манастир, където е постриган в монашество с името Йона от игумена архимандрит Флавиан (Попов) под духовното старчество на архимандрит Кирил Мияк. През 1935 година започва да учи в Богословския факултет на Софийския университет „Свети Климент Охридски“. На 21 ноември 1935 година е ръкоположен в йеродяконски чин и служи като епархийски проповедник в Пловдивската епархия. Завършва университета в 1939 година и на 31 октомври същата година е ръкоположен за йеромонах и е назначен за учител-възпитател, ефимерий и библиотекар в Пловдивската духовна семинария. На 7 януари 1947 година по решение на Светия синод е възведен в архимандритско достойнство.
От 20 април 1947 година до 15 ноември 1949 година архимандрит Йона служи за игумен на Бачковската света обител. По негова инициатива е възстановено изгорялото в старо време западно крило на манастира.
На 15 ноември 1949 година е назначен за главен секретар на Синода.
На 30 декември 1951 година в катедралата „Свети Александър Невски“ в София е ръкоположен в епископски сан с титлата „Агатоникийски“.
17 юли 1955 година освободен от поста главен секретар на Светия синод и повторно става игумен на Бачковския манастир, какъвто остава и до смъртта си на 12 декември 1959 година в София. Погребан е в Бачковския манастир.
Йона е автор на: „Кратка история на Бачковския манастир“ и учебник по „Литургика за духовните училища“, София 1950 г.

## Публикации
- „Кратка история на Бачковския манастир“
- „Литургика за духовните училища“